# Route 333 (Nouvelle-Écosse)
Pour les articles homonymes, voir Route 333.
La route 333 est une route secondaire de la Nouvelle-Écosse en forme de boucle en «U» allongé située dans le sud de la province, au sud-ouest d'Halifax. Elle est une route moyennement empruntée, puisqu'elle relie la capitale au site historique de Peggys Cove. De plus, elle mesure 66 kilomètres, et est une route asphaltée sur l'entièreté de son tracé.

## Tracé
La route 333 débute à Upper Tantallon, tout juste à l'est de Head of Saint-Margarets Bay, sur la route 3. Elle se dirige vers le sud pendant environ 25 kilomètres, suivant la rive est de la baie Saint-Margaret, et traversant Sea Bright et French Village. Elle rejoint ensuite le village de Peggys Cove, puis elle suit la côte de l'océan Atlantique. À Shad Bay, elle tourne vers le nord-est pour rejoindre la route 3, à Beechville, à l'ouest d'Halifax.

## Communautés traversées
1. Upper Tantallon (0)
2. Tantallon (4)
3. Glen Haven (7)
4. French Village (8)
5. Sea Bright (10)
6. Glen Margaret (15)
7. Hacketts Cove (17)
8. Indian Harbour (26)
9. Peggys Cove (29)
10. West Dover (32)
11. Middle Village (33)
12. Bayside (44)
13. Shad Bay (47)
14. Whites Lake (50)
15. Hatchet Lake (56)
16. Goodwood (en) (62)
17. Beechville (66)

## Attraits Touristiques
- Flight 111 Memorial
- Peggys Point Lighthouse